# John Letts (tennis)
Pour les articles homonymes, voir Letts.
John Letts, né le 11 mai 1964 à Houston, est un joueur de tennis américain.

## Biographie
En 1999, John Letts a fondé en Californie la compagnie de management tennis iTennis, Inc.

## Palmarès

### Titre en double messieurs
| No | Date       | Nom et lieu du tournoi                 | Catégorie | Dotation | Surface    | Partenaire     | Finalistes                 | Score         |  |
| -- | ---------- | -------------------------------------- | --------- | -------- | ---------- | -------------- | -------------------------- | ------------- |  |
| 1  | 12-10-1986 | Tournoi de tennis de Tel Aviv Tel Aviv |           | 85 000 $ | Dur (ext.) | Peter Lundgren | Christo Steyn Danie Visser | 6-3, 3-6, 6-3 |  |

### Finales en double messieurs
| No | Date       | Nom et lieu du tournoi        | Catégorie    | Dotation  | Surface    | Vainqueurs                  | Partenaire         | Score         |  |
| -- | ---------- | ----------------------------- | ------------ | --------- | ---------- | --------------------------- | ------------------ | ------------- |  |
| 1  | 09-01-1989 | Benson & Hedges Open Auckland |              | 115 000 $ | Dur (ext.) | Steve Guy Shūzō Matsuoka    | Bruce Man-Son-Hing | 7-6, 7-6      |  |
| 2  | 10-04-1989 | Seoul Open Séoul              |              | 93 400 $  | Dur (ext.) | Scott Davis Paul Wekesa     | Bruce Man-Son-Hing | 6-2, 6-4      |  |
| 3  | 31-12-1990 | BP Nationals Wellington       | World Series | 150 000 $ | Dur (ext.) | Luiz Mattar Nicolás Pereira | Jaime Oncins       | 4-6, 7-6, 6-2 |  |